# 洪英花

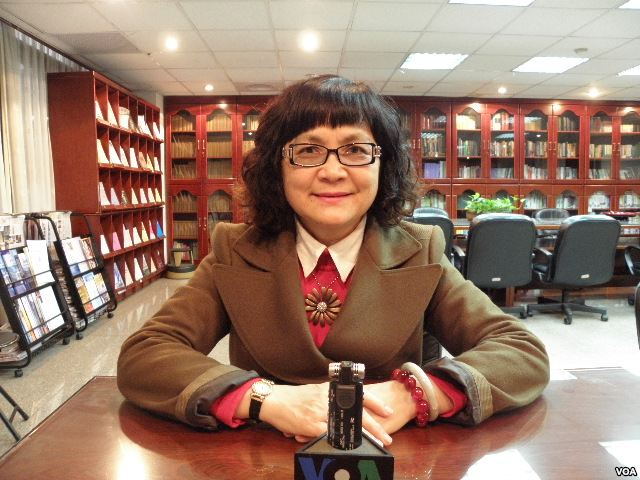
洪英花法官

洪英花，現任臺灣台北地方法院刑事庭審判長。東吳法研所畢業。司法官訓練所21期結業。曾任第一屆增額國大代表。曾經歷高雄、台中、台北地院法官、高等法院法官，和澎湖地方法院庭長、士林地方法院庭長。

## 生平
洪英花曾面見司法院長賴英照，針對法院的後案併給前案的慣例提出異議，反應「蔡守訓審理扁案違法違憲」。有異議者認為，這似乎係企圖影響陳水扁案，因此傳出暗樁說。但當事人否認，自稱未收受過陳水扁的任何提拔。但亦有人提出相反的意見認為，這是針對台北地院既有分案制度遭到當權者操弄下，由現任司法官發出的善意批判，目的是為了落實符合兼顧程序與實體正義的司法獨立。
民國101年起，洪英花法官為了使大法官任期回歸86年憲法增修條文第5條所定交錯任期制之設計目的，除向媒體投書外，更陸續向總統府提出多次陳情，並針對此問題向司法院提出釋憲聲請案，均未獲處理，為避免造成憲政之重大爭議，105年4月12日著書建議將於105年5月20日舉行之第14任總統副總統就職宣誓，不應由不適格大法官之司法院正、副院長職司監誓之意見，惜未見採。

## 外部連結
- 扁收押／質疑併案程序　士林地院庭長：扁案應讓周占春審 （页面存档备份，存于）
- 被遺忘的違憲思考 （页面存档备份，存于）
- 洪英花的個人部落格 （页面存档备份，存于）
- 洪英花告邱毅、蔡正元誹謗（2009-1-9） （页面存档备份，存于）
- 侵吞政大1400萬買房女會計還錢換緩刑 （页面存档备份，存于）
- 憂癌妻忘結帳 深情夫判無罪 （页面存档备份，存于）
- 身戴太陽花 力抗龐大司法院體制 （页面存档备份，存于）
- An open letter To Honorable Judge Hong Yin-hua （页面存档备份，存于）
- 質疑扁案公正性 台法官獲國際學者聲援 （页面存档备份，存于）
- 不畏強權！洪英花出書直指大法官任期制的「憲政破窗」 （页面存档备份，存于）
- 法官洪英花出書︰多名大法官該退不退 釀憲政危機 （页面存档备份，存于）
- 法官槓上大法官！ 洪英花出書控賴浩敏、蘇永欽破壞憲法 （页面存档备份，存于）
- 馬英九讓大法官任期荒謬　洪英花爆：恐引發新總統宣誓無效 （页面存档备份，存于）
- 不畏強權！洪英花新書《憲政破窗》直指大法官該退不退破壞憲法 （页面存档备份，存于）